# Zantheres gracillimus
Zantheres gracillimus là một loài nhện trong họ Lycosidae. Chúng được Tord Tamerlan Teodor Thorell miêu tả năm 1887, thường được tìm thấy ở Myanmar..